# Saint-Cyprien (Lot)
Saint-Cyprien is een plaats en voormalige gemeente in het Franse departement Lot in de regio Occitanie en telt 305 inwoners (2005). De plaats maakt deel uit van het arrondissement Cahors.

## Geschiedenis
Saint-Cyprien is op 1 januari 2018 gefuseerd met de gemeenten Lascabanes en Saint-Laurent-Lolmie tot de gemeente Lendou-en-Quercy

## Geografie
De oppervlakte van Saint-Cyprien bedraagt 15,3 km², de bevolkingsdichtheid is 19,9 inwoners per km².
De onderstaande kaart toont de ligging van Saint-Cyprien (Lot) met de belangrijkste infrastructuur en aangrenzende gemeenten.

## Demografie
Onderstaande figuur toont het verloop van het inwonertal.